# Sāti
Sāti (deutsch: Sahten) ist ein Ort in Kurland in Lettland.

## Verwaltung
Sāti gehört zur Gemeinde Irlava (Irlavas pagasts) im Bezirk Tukums.
Im Russischen Reich lag er im Kreis Tuckum, Gouvernement Kurland.

## Sehenswürdigkeiten
Die Abava wird bei Sāti von der „Brücke ins Nirgendwo“ (lettisch: tilts uz nekurieni) überspannt. Sie wurde 1939 für eine geplante Eisenbahnstrecke zwischen Tukums und Kuldīga gebaut, die infolge des Zweiten Weltkriegs nie zustande kam. Sie ist zu einem Touristenziel geworden.

## Personen
- Ernst Friedrich Christian von Loebell, 1764 in Sahten geboren